# Aphonoides kerzhneri
Aphonoides kerzhneri är en insektsart som beskrevs av Andrej Vasiljevitj Gorochov 2007. Aphonoides kerzhneri ingår i släktet Aphonoides och familjen syrsor. Inga underarter finns listade i Catalogue of Life.